# Fala jonosferyczna

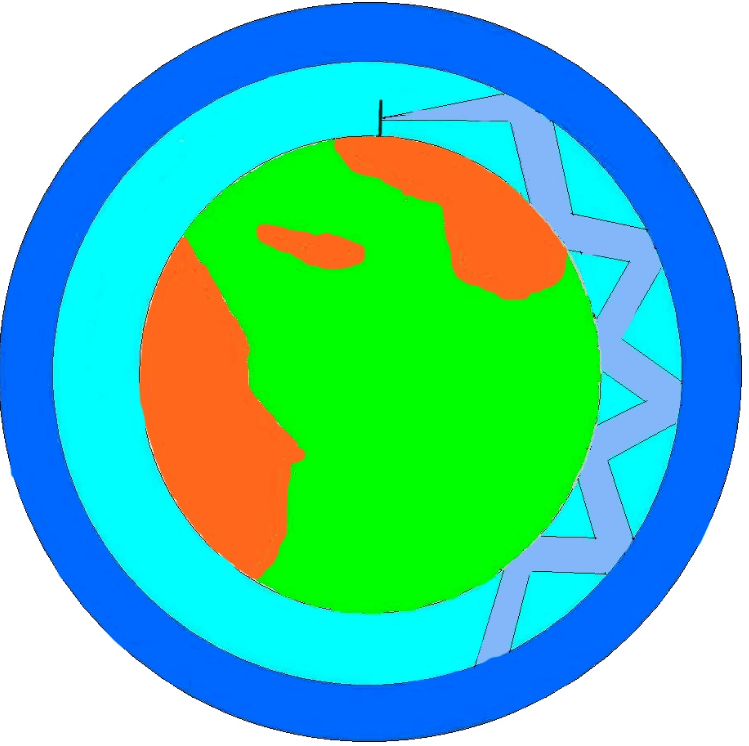
Fala jonosferyczna

Fala jonosferyczna – fala elektromagnetyczna odbita w jonosferze z powrotem ku powierzchni Ziemi, która umożliwia odbiór sygnału stacji nadawczych fal długich, ale przede wszystkim średnich i krótkich. Zjawisko to nie zachodzi w zakresie fal ultrakrótkich, dla których jonosfera nie jest przeszkodą.
Długodystansowa komunikacja radiowa (np. w zakresie od 3 do 30 MHz, czyli fal krótkich) jest wynikiem propagacji właśnie takiej fali jonosferycznej.
Zjawisko odbicia fali radiowej od warstw jonosfery zachodzi dla częstotliwości mniejszej niż tzw. częstość plazmowa. Fale radiowe o większej częstotliwości przenikają jonosferę, dlatego transmisja w zakresie UKF w obszarze atmosfery ziemskiej jest ograniczona tylko do odległości określonych krzywizną Ziemi. Ponieważ fale te nie odbijają się od jonosfery, możliwa jest na tych częstotliwościach łączność z satelitami telekomunikacyjnymi, w tym także telewizja satelitarna.
Częstotliwość plazmowa, jako funkcja gęstości swobodnych elektronów, zmniejsza się nocą wskutek braku źródła jonizacji, jakim jest promieniowanie słoneczne, a zwiększa w dzień. Zjawisko to zmienia zakres częstotliwości roboczej w zakresie fal średnich i krótkich, wpływając tym samym na zmiany zasięgu w różnych porach dnia, co może powodować konieczność innego wyboru częstotliwości roboczej.
Ze względu na ciągłość zmian koncentracji elektronów z wysokością falę jonosferyczną można interpretować, jako efekt wielokrotnego załamania fali padającej.

## Absorpcja jonosferyczna
Fala jonosferyczna ulega tłumieniu na skutek strat wywołanych przez zderzenia elektronów z neutralnymi i zjonizowanymi cząsteczkami gazów w atmosferze. Taki proces tłumienia energii w jonosferze nosi nazwę absorpcji jonosferycznej, która dzieli się na:
- absorpcję niedewiacyjną – występującą, gdy fala przechodzi przez warstwę jonosfery, nie ulegając przy tym znaczącemu załamaniu, np. w warstwie D, jeśli fala odbija się od warstwy E, absorpcja ta maleje w przybliżeniu proporcjonalnie do kwadratu częstotliwości;
- absorpcję dewiacyjną – zachodzącą wówczas, gdy fala ulega silnemu załamaniu lub odbiciu od danej warstwy, ma na ogół małe znaczenie w propagacji jonosferycznej, ponieważ zachodzi na stosunkowo krótkiej drodze.

W nietypowych warunkach jonosfery, związanej z dużą aktywnością słoneczną, występuje również absorpcja anormalna.